# Eric Bols
Pour les articles homonymes, voir Bols.
Eric Louis Bols (8 juin 1904 - 14 juin 1985) était un officier de l'armée britannique, connu notamment pour avoir servi en tant que commandant de la 6e division aéroportée au cours de l'Opération Varsity en 1945. Après la fin de la Seconde Guerre mondiale, il reste aux commandes de la division dans des opérations de maintien de la paix au Moyen-Orient, avant de prendre sa retraite en 1948.

## Honneurs et distinctions
- Ordre du Bain - 5 juillet 1945
- Ordre du Service distingué - 1er mars - 7 juin 1945
- Silver Star - 25 mars 1949